# Congorama
 Congorama  is een Canadese film van Philippe Falardeau uit 2006.
De titel is afkomstig van het Congolese paviljoen op de wereldtentoonstelling van 1958, waarnaar in de film verwezen wordt.

## Verhaal
Michel is een Belgische uitvinder. 
Hij ontfermt zich over zijn verlamde vader, een schrijver, is gehuwd met een Congolese vrouw en is de vader van een zwarte zoon, die hij verzekert dat hij hetzelfde bloed in zijn aderen heeft. Op 41-jarige leeftijd komt hij te weten dat hijzelf geadopteerd is. Hij is geboren in een schuur in Quebec. Hij reist naar Quebec om er een van zijn uitvindingen te verkopen, en gaat dan naar het dorp waar hij zou geboren zijn. Hier ontmoet hij een man die met een elektrische auto rijdt. Er overkomt hen een ongeluk dat hun leven zal veranderen.

## Rolverdeling
- Olivier Gourmet : Michel Roy
- Paul Ahmarani : Louis Legros
- Jean-Pierre Cassel : Hervé
- Gabriel Arcand : Pastoor
- Lorraine Pintal : Lucie
- Claudia Tagbo : Alice
- Arnaud Mouithys : Jules
- Janine Sutto : Zuster Lafrance
- Marie Brassard : Madeleine Longsdale
- Henri Chassé : Minister van Energie